# Cleora manitoba
Cleora manitoba là một loài bướm đêm trong họ Geometridae.